# Bianca Piloseno
Bianca Piloseno es una deportista estadounidense que compite en remo. Ganó dos medallas en el Campeonato Mundial de Remo en Sala, en los años 2021 y 2022, en la prueba de 500 m.

## Palmarés internacional
| Campeonato Mundial | Campeonato Mundial | Campeonato Mundial | Campeonato Mundial |
| Año                | Lugar              | Medalla            | Prueba             |
| ------------------ | ------------------ | ------------------ | ------------------ |
| 2021               | Sede virtual       | Medalla de bronce  | 500 m              |
| 2022               | Sede virtual       | Medalla de oro     | 500 m              |